# Wagoner County
Wagoner County ist ein County im Bundesstaat Oklahoma der Vereinigten Staaten. Der Verwaltungssitz (County Seat) ist Wagoner. Das U.S. Census Bureau hat bei der Volkszählung 2020 eine Einwohnerzahl von 80.981 ermittelt.

## Geographie
Das County liegt im mittleren Nordosten von Oklahoma und hat eine Fläche von 1531 Quadratkilometern, wovon 73 Quadratkilometer Wasserfläche sind. Es grenzt im Uhrzeigersinn an folgende Countys: Rogers County, Mayes County, Cherokee County, Muskogee County und Tulsa County.

## Geschichte
Wagoner County wurde am 16. Juli 1907 als Original-County aus Muskogee-Land gebildet. Benannt wurde es, wie auch die Bezirkshauptstadt, nach Bailey P. Waggoner, einem Disponenten der Missouri Pacific Railway Company. Waggoner war für die Einrichtung einer Weiche verantwortlich, um die herum sich Wagoner entwickelte.
20 Bauwerke und Stätten des Countys sind im National Register of Historic Places (NRHP) eingetragen (Stand 7. Juni 2018).

## Demografische Daten

Alterspyramide des Wagoner County

Nach der Volkszählung im Jahr 2000 lebten im Wagoner County 57.491 Menschen in 21.010 Haushalten und 16.702 Familien. Die Bevölkerungsdichte betrug 39 Einwohner pro Quadratkilometer. Ethnisch betrachtet setzte sich die Bevölkerung zusammen aus 80,07 Prozent Weißen, 3,75 Prozent Afroamerikanern, 9,38 Prozent amerikanischen Ureinwohnern, 0,51 Prozent Asiaten, 0,02 Prozent Bewohnern aus dem pazifischen Inselraum und 0,85 Prozent aus anderen ethnischen Gruppen; 5,41 Prozent stammten von zwei oder mehr Ethnien ab. 2,50 Prozent der Bevölkerung waren spanischer oder lateinamerikanischer Abstammung.
Von den 21.010 Haushalten hatten 37,4 Prozent Kinder unter 18 Jahre, die im Haushalt lebten. 65,9 Prozent waren verheiratete, zusammenlebende Paare, 9,8 Prozent waren allein erziehende Mütter. 20,5 Prozent waren keine Familien, 17,7 Prozent waren Singlehaushalte und in 6,7 Prozent der Haushalte lebten Menschen im Alter von 65 Jahren oder darüber. Die durchschnittliche Haushaltsgröße betrug 2,73 und die durchschnittliche Familiengröße betrug 3,08 Personen.
28,1 Prozent der Bevölkerung waren unter 18 Jahre alt, 7,9 Prozent zwischen 18 und 24, 28,5 Prozent zwischen 25 und 44, 25,4 Prozent zwischen 45 und 64 und 10,2 Prozent waren 65 Jahre oder älter. Das Durchschnittsalter betrug 36 Jahre. Auf 100 weibliche Personen kamen 97,7 männliche Personen. Auf 100 Frauen im Alter von 18 Jahren oder darüber kamen 94,9 Männer.
Das jährliche Durchschnittseinkommen eines Haushalts betrug 41.744 USD und das durchschnittliche Einkommen einer Familie betrug 47.062 USD. Männer hatten ein durchschnittliches Einkommen von 36.419 USD gegenüber den Frauen mit 23.546 USD. Das Prokopfeinkommen betrug 18.272 USD. 6,7 Prozent der Familien und 8,9 Prozent der Bevölkerung lebten unterhalb der Armutsgrenze.